# Jonathan Steele
Jonathan Steele è un personaggio immaginario dei fumetti protagonista di una omonima serie ideata dallo sceneggiatore Federico Memola e dalla disegnatrice Teresa Marzia.

## Storia editoriale
La serie nasce da alcune idee di Memola risalenti al periodo della sua collaborazione con la rivista Fumo di China, relative ad una serie che doveva chiamarsi Myriam & Steele. Altra fonte di ispirazione è stata La stirpe di Elän, pubblicata su Zona X: alcune delle idee su cui si sviluppa la prima di Jonathan Steele inizialmente dovevano essere impiegate per una nuova serie, che prendesse il posto (probabilmente come seguito) di Elän (per es nei personaggi di Jack Remington e Margot Miller, simili, anche visivamente, a Jonathan e Myriam).
La prima serie venne pubblicata in Italia dalla Sergio Bonelli Editore da aprile 1999 a luglio 2004, per 64 numeri, quando l'editore decise di chiuderla. Dal mese successivo, credendo nelle possibilità del personaggio, la Star Comics, dopo averne acquisito i diritti, rilanciò il personaggio con una nuova serie esordita con un primo numero indicato come numero zero sempre curata da Memola e Marzia che verrà pubblicata per 53 numeri fino al marzo 2009.
Dal primo numero, pubblicato nell'aprile del 1999, fino alla fine della prima serie, il copertinista è stato Giancarlo Olivares. Sin dal numero zero della seconda serie, la copertinista è Teresa Marzia, coadiuvata in un paio di occasioni da Oscar Celestini come colorista e in alcuni casi sostituita da Mario Alberti.
Dopo la chiusura della seconda serie proseguiranno ancora per alcuni mesi le collane spin-off Agenzia Incantesimi e Jonathan Steele Extra. La prima era una raccolta di storie brevi dal taglio generalmente umoristico e si conclude nel 2009 con il n. 5. Nel 2012 viene ripubblicata su internet, prima su un blog, poi sul sito Tapas (dove viene anche tradotta in Inglese) e infine sul sito di Indieversus, dove è attualmente in corso. Oltre a ripubblicare gli episodi a suo tempo editi dalla Star Comics, la serie prosegue con nuove storie.
Nel novembre 2012, Kappalab, all'interno della collana Graphic Novel, pubblica Jonathan Steele Noir, un volume con due storie inedite scritte da Federico Memola e disegnate da Joachim Tilloca, che rappresenta l'inizio della terza incarnazione editoriale per il personaggio protagonista. Nel 2014 è uscito Jonathan Steele Rouge, sempre con i disegni di Tilloca, mentre il volume conclusivo Jonathan Steele Blanc ha visto la luce nel 2016, completando la trilogia. Questa nuova collana si distingue per un taglio più maturo delle storie e per il fatto che viene realizzata dai soli due autori, anziché da un gruppo.

## Caratterizzazione del personaggio
Jonathan Steele è un investigatore privato; agisce nel futuro prossimo (rispetto all'anno di pubblicazione), nel 2020, in una versione del pianeta Terra in cui, per cause che verranno sviluppate nella serie, un evento sconosciuto ha provocato la mutazione fisica di molti dei suoi abitanti e attribuito ad alcuni di loro poteri magici. Nato in Australia e rimasto orfano, dopo aver conosciuto Ripley, un piccolo delinquente a capo di una banda composta da ragazzini, si trasferisce con lui in America: i due si separano e Jonathan entra a far parte di un corpo di mercenari, che in seguito abbandona per intraprendere un percorso autonomo. Dopo aver conosciuto Myriam e Jasmine, diventa a tutti gli effetti un investigatore dell'agenzia creata dalle due donne.

## Comprimari
- Jasmine Rashad: modella appassionata di magia, mezza pakistana e mezza tedesca;[3]
- Myriam Leclair: fotografa free-lance di origini canadesi[12], è una vecchia conoscenza del protagonista dotata di poteri magici; funge da spalla comica;[3]
- Thomas Rickman: capo del progetto per la costruzione della prima colonia terrestre sulla Luna;[3]
- Xenia Kristatos: capo della Crimson Seven, un'organizzazione terroristica.[3]

## Trama

### Prima serie
Jonathan Steele si muove in un pianeta Terra del 2020 dove da un giorno all'altro molti uomini non solo sono mutati nella forma ma sono anche entrati in possesso di poteri magici. La trama dal primo numero si dispiega su episodi relativi alle avventure dell'eroe e di alcuni comprimari, principalmente due ragazze, Jasmine e Myriam (con le quali avrà una relazione). La prima è una maga, che usa incantesimi appresi da un antico libro ereditato dalle sue antenate, mentre la seconda è una ragazza che si trova ad essere scelta per ospitare lo spirito della regina delle fate. Ogni episodio comunque racconta un po' delle origini di Jonathan, disincantato e indomito, ma ricco di umanità e lealtà.
L'eroe si muove con un suo veicolo speciale, un'auto in grado di volare realizzata dalla sua amica Doris Buvier. Ha un cane (Sam) di cui, durante le lunghe avventure di Jonathan si prende cura la buona Rosalie. Ha un amico ed ex commilitone che spesso lo trae d'impaccio, si chiama Max Brendel, ha un aspetto di tigre antropomorfa e la capacità di rendersi invisibile per limitati periodi. Ha un posto segreto, non della sua terra, Talahar, in cui nascondersi: può accedervi tramite un varco magico contenuto nella casa di un suo patrigno afgano Kasim. Jonathan è particolarmente caro a due divinità lunari di pantheon diversi, Selene, greca e Chang'e, cinese.
Gli antagonisti di Jonathan Steele sono molti, in particolare in tutta la serie incrocia le sue strade con l'organizzazione criminale Crimson Seven fino al penultimo episodio. Jonathan scopre di essere nato come "prescelto", per combattere contro un'entità aliena che risiede sulla Luna, scoprendo altresì che in passato questa si era scontrata con gli dei terrestri, tra le cui schiere vi era un'entità caotica, Ran, con cui ora il protagonista condivide l'anima. La stessa entità aliena, risvegliatasi nel futuro di Jonathan, è causa indiretta del ritorno della magia sulla Terra e della corruzione del successivo prescelto.
Al termine della serie la magia scompare dal pianeta, e Jonathan, che a causa di alcuni eventi ormai sopravviveva grazie a questa, è costretto a rifugiarsi in un mondo parallelo (con un'ambientazione sullo stile de Le mille e una notte, dove la magia è ancora presente) che aveva visitato in precedenza, per poi ritrovarsi nuovamente sul pianeta Terra nell'ultimo episodio, lasciando il dubbio ai lettori sulla sua sorte.
In diverse storie compaiono anche personaggi e citazioni di Legione stellare, altra serie scritta da Memola e pubblicata su Zona X, lasciando supporre che le due serie possano condividere lo stesso universo narrativo.

### Seconda serie
La pubblicazione della seconda serie inizia nel novembre del 2004, e ripresenta, almeno nel primo numero, Jonathan e Myriam.
Lo scenario è ora il presente, ma di una Terra fantastica in cui la magia e la tecnologia coesistono da sempre, e in cui Atlantide è una superpotenza isolazionista temuta da tutti gli stati del mondo.
Jonathan esordisce nella serie come rogue: spia a contratto che non ha legami con una particolare nazione. Anche se la serie ha un inizio e un'ambientazione diversa dalla prima, Jonathan ha delle inspiegabili visioni che hanno collegamenti sia con le avventure presentate in precedenza, sia con eventi mai narrati ambientati in periodi storici differenti. In una mini-saga pubblicata dall'albo numero 12 all'albo numero 14 vengono spiegati i collegamenti esistenti tra la vecchia serie e la nuova. Nella saga si scopre che la morte del Jonathan della prima serie, a causa del suo legame con Ran, che si scopre essere l'incarnazione stessa del caos, avrebbe causato squilibri a livello cosmico. Per questo motivo i Custodi di Universi hanno reincarnato Jonathan e le persone che gli sono state vicine in numerose repliche alternative della Terra (è dalle vite in queste che provengono le visioni del protagonista), fino a quando Jonathan, eletto a Custode egli stesso, non rende definitiva la Terra della seconda serie.
In questa nuova serie, oltre a Jonathan e Myriam, vengono riproposti anche molti dei vecchi comprimari, prima fra tutti Jasmine, ora titolare dell'Agenzia Incantesimi (di cui Myriam diventerà socia e Jonathan un collaboratore abituale), i cui uffici si trovano in un luogo al di fuori della Terra e a cui si accede da ben tre luoghi diversi: una creperie di Parigi, un negozio di fiori di Boston e un tempio di Kyoto. Un tema ricorrente della nuova serie, infatti, è quello degli universi paralleli, in cui spesso i tre protagonisti si ritrovano a viaggiare. Negli albi circa a metà della serie, Myriam rimane prigioniera per un anno in una dimensione infernale, nella quale si trasforma nella Regina dei Demoni, modificando i suoi poteri e la sua trasformazione.
Dal numero 53 cesseranno le pubblicazioni degli albi regolari della seconda serie, rimanendo però attive per alcuni mesi le varie pubblicazioni speciali (Jonathann Steele Extra e Agenzia Incantesimi).

### Terza serie
La terza serie è denominata La trilogia dei tre colori, infatti è composta da soli tre volumi denominati rispettivamente Noir, Rouge e Blanc.